# Крусио, Вим
Вим Крусио (нидерл. Wim Crusio; род. 20 декабря 1954, Берген-оп-Зом, Нидерланды) — нидерландский нейробиолог, специалист по психогенетике. В 1984 году получил учёную степень доктора философии в университете Неймегена. С 1 октября 2000 года по 31 июля 2005 года занимал должность профессора психиатрии в Университете Массачусетса. В 2002 году основал журнал «Genes, Brain and Behavior» и стал его первым главным редактором. В настоящее время работает научным сотрудником Национального центра научных исследований.

## Избранные публикации
- Crusio, WE and Gerlai, RT. Handbook of Molecular-Genetic Techniques for Brain and Behavior Research. — Amsterdam: Elsevier, 1999. — xxvii+965 p. — ISBN 0-444-50239-4.
- Mineur YS, Prasol DJ, Belzung C, Crusio WE. Agonistic behavior and unpredictable chronic mild stress in mice // Behavior Genetics. — 2003. — Т. 33, № 5. — С. 513–519. — doi:10.1023/A:1025770616068. — PMID 14574128.